# APK (bestandsformaat)
.apk is een bestandsextensie voor zogenaamde Android Package-bestanden. Dit bestandsformaat is afgeleid van het bestandsformaat JAR, en wordt gebruikt om software voor het Android-platform te distribueren en te installeren.
Het .apk-bestand bevat de volgende componenten:
- AndroidManifest.xml
- classes.dex
- resources.arsc
- res (folder)
- META-INF (folder)

Een .apk-bestand kan worden geopend met bijvoorbeeld 7-Zip, Winzip enz.
Het MIME-mediatype voor .apk is application/vnd.android.package-archive.
Android Studio en Eclipse kunnen deze apk-bestanden genereren.